# Agathe Bonitzer
Agathe Bonitzer (Parigi, 24 aprile 1989) è un'attrice francese, nota principalmente per le sue interpretazioni in La belle personne, Un chat, un chat, Noi, insieme, adesso - Bus Palladium, Un bouteille à la mer, A moi seule e Cherchez Hortense.

## Biografia
Figlia del regista e sceneggiatore Pascal Bonitzer e della regista Sophie Fillières (e nipote dell'attrice Hélène Fillières), Agathe Bonitzer intrapreso la carriera di attrice fin da giovanissima. Ha studiato teatro al Conservatorio Érik-Satie, nel 7º arrondissement di Parigi, e lettere moderne. Bonitzer ha recitato nella serie Netflix Osmosis, presentata in anteprima il 29 marzo 2019. Nel 2021 è stata selezionata come membro della giuria per Cineasti dell'attuale sezione competitiva del 74° Locarno Film Festival, che si è tenuta dal 4 al 14 agosto.

## Filmografia
- Tre vite e una sola morte (Trois vies et une seule mort), regia di Raoul Ruiz (1996)
- Piccoli tradimenti (Petites coupures), regia di Pascal Bonitzer (2003)
- Un homme, un vrai, regia di Arnaud e Jean-Marie Larrieu (2003)
- I sentimenti, regia di Noémie Lvovsky (2003)
- Je pense à vous, regia di Pascal Bonitzer (2006)
- Alibi e sospetti (Le grand alibi), regia di Pascal Bonitzer (2008)
- La Belle Personne, regia di Christophe Honoré (2008)
- Un chat un chat, regia di Sophie Fillières (2009)
- À deux c'est plus facile, regia di Émilie Deleuze - serie TV (2009)
- Noi, insieme, adesso - Bus Palladium (Bus Palladium), regia di Christopher Thompson (2010)
- Toutes les filles pleurent, regia di Judith Godrèche (2010)
- Le Mariage à trois, regia di Jacques Doillon (2010)
- Je cherche Jeanne, regia di Franck Saint-Cast (2010)
- Climats - Les Orages de la passion, regia di Caroline Huppert - serie TV (2012)
- Une bouteille à la mer, regia di Thierry Binisti (2012)
- À moi seule, regia di Frédéric Videau (2012)
- Cherchez Hortense, regia di Pascal Bonitzer (2012)
- Les nuits avec Théodore, regia di Sébastien Betbeder (2012)
- La religiosa (La religieuse), regia di Guillaume Nicloux (2012)
- Quando meno te l'aspetti (Au bout du conte), regia di Agnès Jaoui (2013)
- Les Nuits avec Théodore, regia di Sébastien Betbeder (2013)
- Valentin Valentin, regia di Pascal Thomas (2014)
- Tout de suite maintenant, regia di Pascal Bonitzer (2015)
- Belle Dormant - Bella addormentata, regia di Adolfo Arrieta (2016)
- Sources assassines, regia di Bruno Bontzolakis - serie TV (2017)
- La Papesse Jeanne, regia di Jean Breschand (2017)
- Le Chemin, regia di Jeanne Labrune (2017)
- Soleil battant, regia di Clara Laperrousaz (2017)
- La Belle et la Belle, regia di Sophie Fillières (2018)
- Les enfants d'Isadora, regia di Damien Manivel (2019)
- Osmosis, Netflix - serie TV (2019)
- Bêtes blondes, regia di Maxime Matray e Alexia Walther (2019)
- Deux femmes, regia di Isabelle Doval - serie TV (2021)
- Selon la police, regia di Frédéric Videau (2022)
- Des gens bien ordinaires, regia di Ovidie - serie TV (2022)
- Comme une actrice, regia di Sébastien Bailly (2022)
- Musik, regia di Angela Schanelec (2023)
- Maria Montessori - La Nouvelle Femme (La Nouvelle Femme), regia di Léa Todorov (2023)